# Campeonato Pan-Americano de Ginástica Aeróbica de 2022
O Campeonato Pan-Americano de Ginástica Aeróbica de 2022 foi realizado em Cúcuta, Colômbia, de 26 a 29 de outubro de 2022. A competição foi organizada pela Federação Colombiana de Ginástica e aprovada pela Federação Internacional de Ginástica.

## Medalhistas

### Senior
| Evento               | Ouro                  | Prata               | Bronze             |
| -------------------- | --------------------- | ------------------- | ------------------ |
| Individual masculino | Lucas Barbosa (BRA)   | Alberto Nava (MEX)  | Iván Veloz (MEX)   |
| Individual feminino  | Thais Fernandez (PER) | Catalina Juri (ARG) | Brenda Weber (ARG) |
| Duplas mistas        | Argentina             | México              | Argentina          |
| Trio                 | Chile                 | Argentina           | Peru               |
| Grupo                | Argentina             | Peru                | México             |
| Dança                | Argentina             | México              | Uruguai            |
| Equipes              | Argentina             | México              | —                  |

### Juvenil e Age Group
| Juvenil              |                                                            |                                                                        |                                                                        |
| Individual masculino | David Lara (MEX)                                           | Jhonatan Arboleda (COL)                                                | Sebastian Rodriguez (COL)                                              |
| Individual feminino  | Manoella Carvalho (BRA)                                    | Andrea Leon (VEN)                                                      | Sofia Rodriguez (PER)                                                  |
| Duplas mistas        | Colômbia · Sebastian Rodriguez · Lorena Vizcaino           | —                                                                      | —                                                                      |
| Trio                 | Peru · Thais Balarezo · Josefina Canales · Sofia Rodriguez | México · Maria Fernanda Gonzales · Itzel Lopez Garcia · Monica Padilla | Argentina · Martina Aylagas · Agustina Pereyra · Catalina Lujan Roldan |
| Grupo                | Peru                                                       | Venezuela                                                              | Peru                                                                   |
| Age Group            |                                                            |                                                                        |                                                                        |
| Individual masculino | Iker Valdes (MEX)                                          | Joaquin Nicolas Gainza Quaglia (ARG)                                   | Bastian Palomera (CHI)                                                 |
| Individual feminino  | Daniela Gonzalez (MEX)                                     | Miranda Balarezo (PER)                                                 | Guadalupe Sol Gonzalez (ARG)                                           |
| Duplas mistas        | Chile                                                      | México                                                                 | Argentina                                                              |
| Trio                 | Peru                                                       | México                                                                 | Argentina                                                              |
| Grupo                | Peru                                                       | Peru                                                                   | Chile                                                                  |